# Proneso

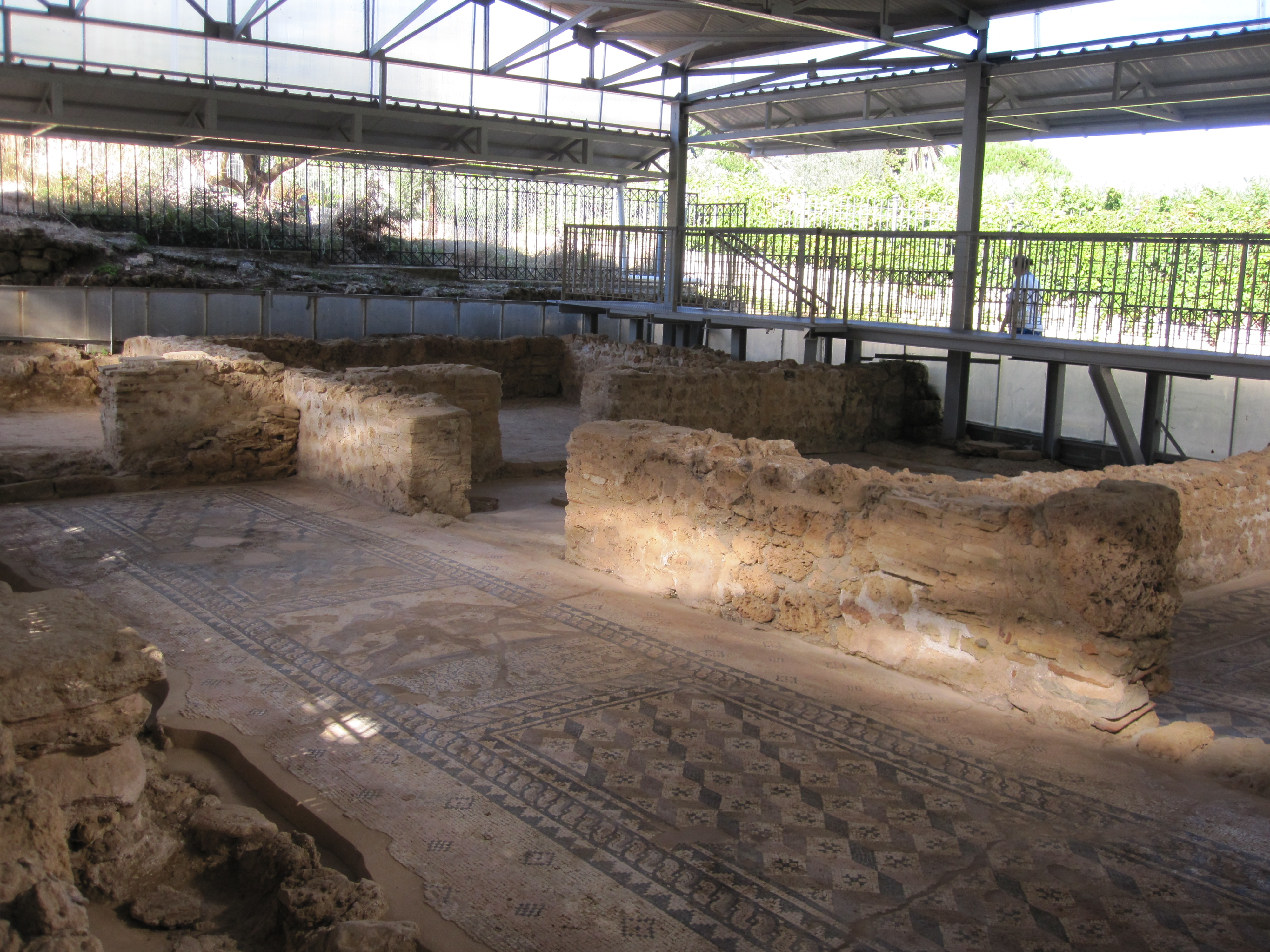
Restos de una villa romana en la antigua Proneso.

Proneso o Pronos (en griego, Πρóννοι, Πρóνησος) es el nombre de una antigua ciudad griega de Cefalonia.
Tanto Tucídides como Estrabón mencionan que se trataba de una de las cuatro ciudades de la isla de Cefalonia, junto con Cranios, Paleis y Same. Polibio la menciona en el marco de la guerra social del año 218 a. C., cuando el rey Filipo V de Macedonia llegó con un ejército a Cefalonia con la intención de apoderarse de sus plazas, pero al darse cuenta de que debido a la estrechez del terreno Proneso era una plaza difícil de asediar decidió dirigirse contra Paleis. Estrabón únicamente añade que en su tiempo era pequeña y de escasa importancia.
Se localiza en el suroeste de la isla de Cefalonia.